# Zakrzewo (powiat płocki)
Zakrzewo – wieś w Polsce położona w województwie mazowieckim, w powiecie płockim, w gminie Bielsk. Leży nad Sierpienicą.
W latach 1975–1998 miejscowość należała administracyjnie do województwa płockiego.